# Välkommen hem (Magnus Carlsson-låt)
Välkommen hem är en julsång skriven av Mårten Sandén och Johan Röhr, och ursprungligen inspelad av Magnus Carlsson på julalbumet Spår i snön 2006. En inspelning av E.M.D. på julalbumet Välkommen hem 2009 släpptes även på singel, och gick in på Svensktoppen den 20 december 2009 .

## Listplaceringar

### E.M.D.
| Lista (2009-2010) | Topplacering |
| ----------------- | ------------ |
| Sverige           | 3            |